# Berta Bojetu
Berta Bojetu, tudi Berta Bojetu Boeta, slovenska pesnica, pisateljica in igralka, * 8. februar 1946, Maribor, † 16. marec 1997, Ljubljana.

## Življenje
Rodila se je leta 1946 v mariborski družini materi Berti Oberčkal in očetu Manuelu Boeta Rafanellu, ki je prišel iz Barcelone. Priimek Bojetu je nastal zaradi napačnega zapisa priimka Boeta ob rojstvu Berte, ko je njen oče že izginil. Po dokončani srednji šoli v Mariboru je v Ljubljani študirala slavistiko na Pedagoški fakulteti v Ljubljani, nekaj let poučevala, kasneje je vpisala še igralstvo na Akademiji za gledališče, režijo, film in televizijo (AGRFT). Pri devetnajstih se je poročila z Viktorjem Trbovškom in rodila hčer Apolonijo Bojetu. Leta 1973 se je poročila še enkrat, z Zmagom Jelinčičem in sta istega leta dobila sina Klemna Jelinčiča Boeta. Petnajst let je igrala v Lutkovnem gledališču Ljubljana in bila ena izmed ustanoviteljic in igralk Koreodrame, kjer je bila 1984 premierno uprizorjena njena poetična drama Pogovor v hiši Karlstein. Štiri leta kasneje je igra z naslovom Besede iz hiše Karlstein izšla kot pesniška zbirka. Leta 1995 je napisala in uprizorila igro za otroke Gremo k babici – Osama, istega leta je v Novi reviji izšlo samostojno krajše prozno delo Šira, ki se tematsko navezuje na celoten avtoričin opus. Igrala je še v igri De Profundis ter filmih Prestop (1980), Ljubezen (1984), Ovni in mamuti (1985), Veter v mreži (1989) in Ko zaprem oči (1993).

## Literarno ustvarjanje
Poezijo je od leta 1976 objavljala v Dialogih, Tribuni in Mentorju, kasneje še v Literaturi in Novi reviji. Sledili sta samostojni pesniški zbirki Žabon (1979) in Besede iz hiše Karlstein (1988). Zatem je izdala romana Filio ni doma (1990) in Ptičja hiša (1995), ki sta napisana v pesniško privzdignjeni in bogato simbolni govorici. Med letoma 1992 in 1993 je živela v Izraelu in sicer v Jeruzalemu. Sin Klemen je po njeni smrti slovenskemu veleposlaništvu v Tel Avivu predal okrog 600 njenih knjig.
Poezija v obeh pesniških zbirkah je predvsem vezana na ljubezen in erotiko. Njeno umetniško ustvarjanje je vsebinsko, motivno-tematsko in stilno povezano, saj so v obeh pesniških zbirkah motivi, kot so ptice, hiša, spolnost, vojaki, deček, nasilje, oblast, ki jih uporabi tudi v romanih. V obe zvrsti z motivi izgnanstva, svetopisemskimi religioznimi predmeti in prazniki vpleta svetopisemsko tradicijo. Pesniška govorica iz zbirk Žabon in Besede iz hiše Karlstein je prenesena v obe prozni deli, v katerih se kaže jezikovna izdelanost in bogata simbolna govorica. Tudi problematika obeh romanov je podobna, saj so v ospredju ženske, problematika čustev, ljubezen, trpljenje in brezizhodnost.
Maja 2002 je v Mariboru potekal prvi mednarodni simpozij o Berti Bojetu Boeta. Zbornik prispevkov s simpozija je izšel leta 2005, uredila ga je Katja Sturm Schnabl.

### Poezija
- Žabon (1979) (COBISS)
- Besede iz hiše Karlstein (1988) (COBISS)
- Zbrane pesmi (2016) (COBISS)

### Proza
- Filio ni doma (1990) (COBISS)
- Ptičja hiša (1995) (COBISS)
- Šira (1995) (COBISS)

### Dramatika
- Gremo k babici – Osama (1995) (COBISS)

## Nagrade
- Nagrada Borštnikovega srečanja za igro (za vlogo Agate Schwarzkobler v istoimenski drami (1986))
- Nagrada kresnik za najboljši roman (za roman Ptičja hiša (1996))